# Zbigniew Namysłowski
Zbigniew Jacek Namysłowski (n. 9 septembrie 1939, Varșovia, Polonia – d. 7 februarie 2022) a fost un saxofonist, violoncelist, trombonist, pianist și compozitor polonez născut în Varșovia, fiind cunoscut pentru colaborarea sa cu Krzysztof Komeda pentru albumul "Astigmatic".
Namysłowski a colaborat în trecut cu artiști precum Leszek Możdżer, Michał Urbaniak și Andrzej Trzaskowski.

## Discografie
- Lola (1964)
- Zbigniew Namyslowski Quartet (muza XL0305) recorded 1966 poland vol 6
- Astigmatic (1996)
- Winobranie (1973)
- Kuyaviak Goes Funky (1975)
- Zbigniew Namyslowski (1977)
- Jasmin Lady (1978)
- Future Talk (1979)
- Air Condition (1981)
- Open (1987)
- Without A Talk (1991)
- The Last Concert (1992)
- Secretly & Confidentially (1993)
- Zbigniew Namysłowski & Zakopane Highlanders (1995)
- Cy to blues cy nie blues (1997)
- Dances (1997)
- 3 Nights (1998)
- Mozart Goes Jazz (1998)
- Jazz & Folk - Namyslowski Quartet & Górale (2000)
- Go! (2003)
- Standards (2003)
- Assymetry (2006)
- Live at Kosmos, Berlin 1965 (2008)
- Nice & Easy (2009)